# Reichserbhofgesetz
Reichserbhofgesetz var en lag i Nazityskland som implementerade Blut und Bodens principer. Målet var att "bevara jordbrukargemenskapen som blodkällan till det tyska folket" (Das Bauerntum als Blutquelle des deutschen Volkes erhalten). Ett ariskt certifikat krävdes för att åtnjuta dess fördelar, i likhet med kraven för att få bli medlem i nazistpartiet. 
Utvalda landsområden förklarades vara arvsmässiga. De kallades Erbhof och gick i arv från fader till äldste son. De kunde inte intecknas eller försäljas. Enbart dessa jordbrukare kunde kalla sig själva Bauern, en term som nazisterna försökte ändra ton på från neutral eller till och med pejorativ till av positiv art. Då dessa inom naziideologin framstod som en källa till ekonomisk och raslig stabilitet implementerades lagen för att skydda dem från moderniseringskrafter.
Bara omkring 35% av jordbruksenheterna täcktes av lagen. I teorin kunde vilken mark som helst på mellan 7,5 och 125 hektar bli en Erbhof, med den storlek som behövdes för att hålla en familj och kunna producera på. Större jordbruk var tvungna att delas upp.
Richard Walther Darré, i enlighet med sin starka tilltro till "Blut und Boden", främjade lagen som mat- och jordbruksminister och Reichsbauernführer.